# 笑福亭風喬
笑福亭 風喬（しょうふくてい ふうきょう、1973年7月14日 - ）は、福岡県浮羽郡出身の落語家（上方噺家）。本名は石井 康久。血液型はA型。所属事務所は松竹芸能。上方落語協会会員。

## 略歴
- 1992年 - 福岡大学附属大濠高等学校卒業
- 1998年 - 関西大学中退。同年6代目笑福亭松喬に入門
- 2006年 - 第21回NHK新人演芸大賞（落語部門）受賞
- 2010年 - 第47回なにわ芸術祭新人賞受賞

## 出演

### テレビドラマ
NHK大阪放送局制作の連続テレビ小説
- べっぴんさん - 港町商店街の人
- まんぷく
- おちょやん - 木内 役
- カムカムエヴリバディ

### CM
- JR東海（2022年） - 深津絵里と共演

## 人物
- 夫人は彦八まつりのお茶子クイーンコンテストで元準クイーン。
- 特技はイラストで、天満天神繁昌亭リニューアルの際には「噺家似顔絵展」がロビーで開催された。クリアファイルなどグッズ化もされている。